# Ramenki
Il quartiere Ramenki (in russo Район Раменки?) è un quartiere di Mosca sito nel Distretto Occidentale. Vi si trovano l'Università Statale di Mosca, gli studi della casa di produzione Mosfil'm e alcune presunte strutture sotterranee, tra cui il bunker della cosiddetta "Metro 2".
Il nome deriva probabilmente dal termine ramen'e, che indica una foresta fitta.
Sull'area sorgeva l'abitato di Vorob'ëvo - che dà il nome all'altopiano delle Vorob'ëvy Gory, ex "colline Lenin" - di cui si ha menzione scritta nel 1453 nel testamento di Sof'ja Vitovtovna, vedova del principe Basilio I di Russia. Nel 1902 contava 441 abitanti, perlopiù contadini; dopo la Rivoluzione d'ottobre vi venne realizzato un kolchoz.
Durante la seconda guerra mondiale il quartiere contribuì al finanziamento per la realizzazione di una colonna di carri armati che si avviò al fronte nel gennaio del 1943.